# Radio Pilatus
Radio Pilatus ist ein aus der Zentralschweiz verbreitetes Privatradio mit Sitz in Luzern. Seit 2018 ist CH Media, ein Joint Venture der NZZ-Mediengruppe und der AZ Medien, Inhaber von Radio Pilatus. CH Media nahm den Betrieb am 1. Oktober 2018 auf. Zuvor gehörte das Radio der NZZ-Mediengruppe.

## Geschichte
Der Sender ging am 1. Dezember 1983 auf Sendung. Geboten wird ein 24-Stunden-Programm mit Nachrichten von 5.00 Uhr morgens bis 23.00 Uhr abends, am Samstag von 6.00 bis 23.00 Uhr, am Sonntag ab 7.00 Uhr. In der Nacht wird zur vollen Stunde eine Zusammenfassung der wichtigsten Nachrichten der letzten 24 Stunden gespielt. Der Claim der Station ist «Die beste Musik». Dementsprechend spielt Radio Pilatus ein Adult-Contemporary-Format (AC).
Seit 2008 spielt der Radiosender jährlich am Pfingstwochenende von Samstagmorgen bis Montagnachmittag bei Hit 600 die 600 Lieblingssongs, die das Publikum in einem Voting ermittelt hat.
Auf den 1. Juli 2018 gab Radio Pilatus die Konzession zurück. Mit der Befreiung vom Konzessionsauftrag habe der Sender «mehr inhaltliche Freiheiten» und könne mehr «Potentiale bei der Zusammenarbeit mit anderen Sendern» nutzen.
Vom 3. Februar 2020 bis 12. November 2024 war das Newsportal PilatusToday online, das mit Radio Pilatus und Tele 1 in eine trimediale Redaktion eingegliedert war.
Nach über 30 Jahren im Programm lief am 31. Dezember 2024 das Gewinnspiel 10×10 zum letzten Mal. Dabei musste anhand eines kurzen Ausschnitts die Stimme einer prominenten oder in der Zentralschweiz aktiven Persönlichkeit erraten werden. Gelang dies nicht, so stieg der Jackpot täglich um 100 Franken.

## Programm

### Morgenshow
Die Radio-Pilatus-Morgenshow ist das Aushängeschild des Senders und wird von Montag bis Freitag von 5.00 bis 10.00 Uhr ausgestrahlt. Präsentiert wird die Morgenshow von Selina Linder und Marco Zibung.
Fixe Elemente in der Sendung sind:
- Radio Pilatus Info (5.20 und 7.10 Uhr): Das wichtigste Thema des Morgens aus der Zentralschweiz oder der Welt wird ausführlich beleuchtet. Im Bedarfsfall werden weitere Info-Beiträge um 6.10, 6.50 und 8.10 Uhr ausgestrahlt.
- Gewinnspiel 5 gwönnt (7.45 Uhr): Wer fünf Begriffe zu einem vorgegebenen Buchstaben innerhalb von 20 Sekunden errät, gewinnt den Jackpot. Gelingt dies nicht, so steigert sich der Jackpot täglich um 50 Franken.
- Sixpack (ab 9.30 Uhr): Musiksendung, sechs Lieder am Stück. Die Musik wird lediglich für dringende Verkehrsmeldungen oder Eilmeldungen unterbrochen.

### Tagesprogramm
Die Sendungen im Tagesprogramm werden von Nicole Marcuard, Jeanine Gut, Thomas Zesiger, Michi Huser, Michi Fankhauser, Noah Zimmermann und Boris Macek präsentiert.
Fixe Rubriken sind:
- Sixpack: Musiksendung.
- Radio Pilatus Info (täglich ab 12.00 und 17.00 Uhr): Die wichtigsten Themen aus der Zentralschweiz und der Welt werden im Radio Pilatus Info mit ausführlichen Beiträgen vertieft. Reporter von Radio Pilatus sind täglich in der Zentralschweiz unterwegs.
- Veranstaltungstipps (Freitag und Samstag um 15.15 Uhr): Auswahl von Anlässen in der Stadt und Agglomeration Luzern wie auch der ganzen Zentralschweiz.

Seit Mai 2012 wird bei Radio Pilatus zwischen 8.00 und 17.00 Uhr kein Lied doppelt gespielt.

### Chartshow
Bis Ende 2021 spielte Radio Pilatus am Freitagabend die dreissig Lieder, die in der vergangenen Woche in der Schweiz am meisten heruntergeladen wurden. In der Rubrik Old Number One wurden Nummer-1-Hits aus vergangenen Jahren vorgestellt, im Chart-Knaller präsentierte Radio Pilatus einen potenziellen künftigen Nummer-1-Hit.

### Sport bei Radio Pilatus
Bei Radio Pilatus gibt es mehrmals täglich Updates zum Sportgeschehen. In der Morgenshow gibt es von Montag bis Freitag jeweils zur halben Stunde zwischen 5.30 und 8.30 Uhr einen Sport-Überblick. Tagsüber sind die wichtigsten Sportresultate zudem in den Radio Pilatus Nachrichten zu hören.
Einen besonderen Stellenwert misst Radio Pilatus dem erfolgreichsten Fussballclub der Zentralschweiz bei. Alle Spiele des FC Luzern werden live übertragen. Im Studio stehen dann unter anderem Christian Bisang oder Thomas Erni im Einsatz.

## Radio Pilatus TV
Radio Pilatus bietet in seinem Webstream-Angebot auch das Live-TV-Programm Radio Pilatus TV, welches das Radiosignal rund um die Uhr ausstrahlt. Zu sehen ist dabei ein Live-Webcam-Signal aus der Stadt Luzern mit Kappelbrücke, Seebrücke und Vierwaldstättersee. Die Kamera ist bei der Hauptpost Luzern installiert. Das Nachtprogramm "Radio Pilatus Beatz TV" mit Musikvideos wurde im Laufe des Jahres 2022 eingestellt. Radio Pilatus TV hat seit Dezember 2014 auch einen Sendeplatz auf blue TV von Swisscom.